# Dinastía Antonina

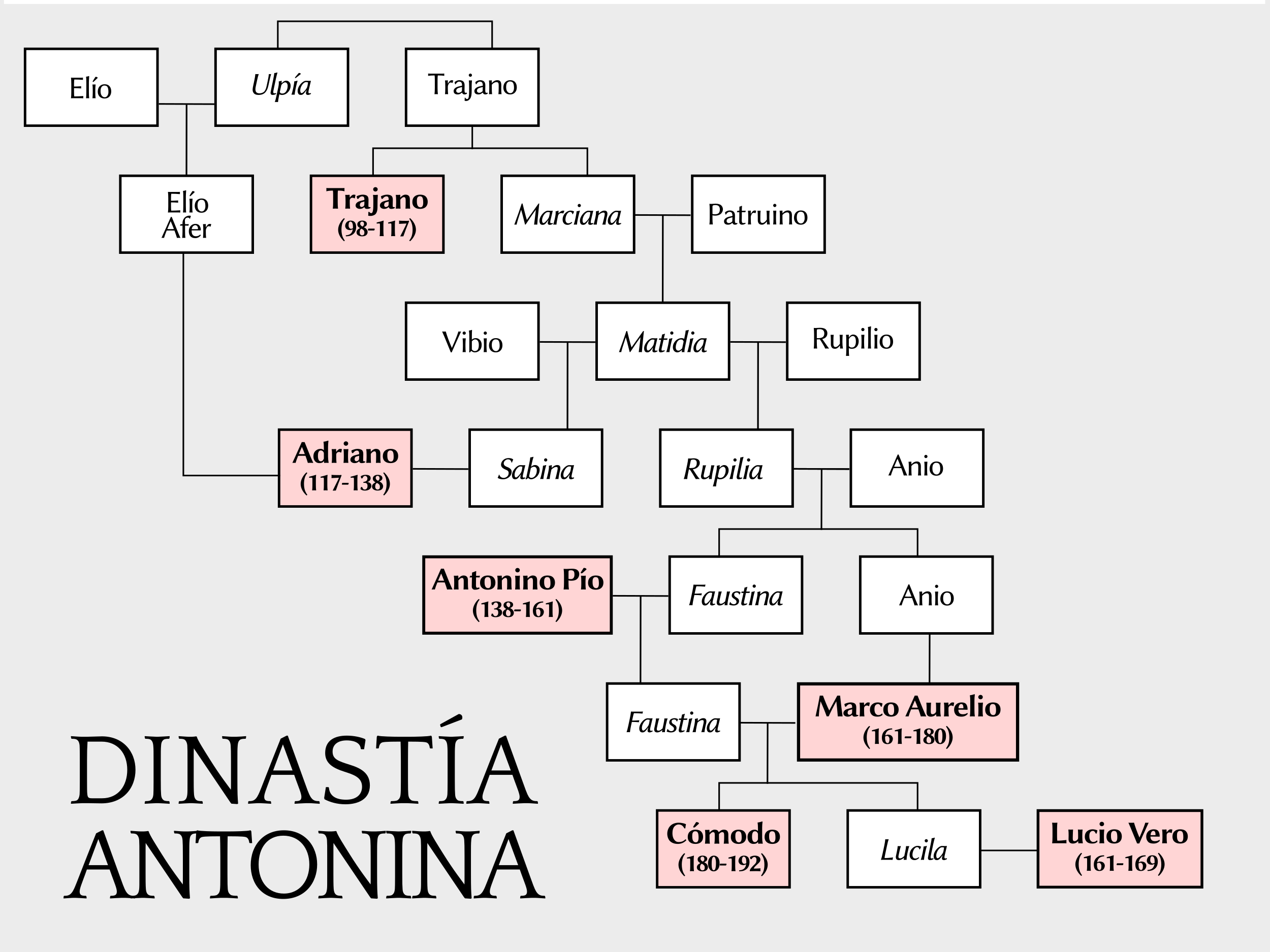
Árbol genealógico de los emperadores antoninos. Todos excepto Nerva estaban relacionados familiarmente entre sí a través de mujeres (en cursiva), bien a través de parentesco colateral, matrimonio o ambos. Nota: no se incluyen adopciones.

La dinastía Antonina fue la casa reinante en el Imperio romano entre los años 96 y 192, con 96 años de duración, por lo que fue su dinastía más longeva. También se conoce a sus cinco primeros miembros por el nombre de los Cinco emperadores buenos, nombre propuesto por Maquiavelo y promocionado por el historiador Edward Gibbon, de cuyos principados dijo fueron "la época más feliz de la historia de la humanidad".
El término antonino no proviene del primer emperador de la familia, sino de Antonino Pío. Ha retenido esta forma porque el reinado de este monarca es el mejor modelo y reúne las características de los demás reinados. Por este motivo el siglo II es llamado: siglo de los Antoninos.
Se ha propuesto usar un nombre más neutral para esta dinastía, Nerva-Antonina o bien Ulpio Aelia.

## Sucesión
La primera característica identitaria de esta dinastía, la cual garantizó su supervivencia por 84 años con cinco emperadores notables, era la elección de un sucesor por parte del gobernante. Como Nerva, Trajano, Adriano y Antonino Pío carecieron de herederos naturales, el poder no pasó en sucesión hereditaria sino a un hombre considerado por el emperador como el mejor para el puesto. En el Imperio romano el principio de herencia coexistió con la idea del emperador como "hombre providencial", de manera que el poder imperial se mantenía en una familia, pero abierto en teoría al mejor sucesor. No obstante, desde Augusto, el heredero del emperador era su hijo natural o adoptivo, costumbre que persistió tras el ascenso de los Flavios. El gobierno de Domiciano, hijo de Vespasiano y sucesor de su hermano Tito, fue considerado tan negativo por parte del orden senatorial que el principio de herencia del trono fue dejado parcialmente de lado durante los cinco primeros mandatos de los Antoninos. Según la historiografía tradicional, solamente Marco Aurelio romperá esta tradición al nombrar a su hijo Cómodo como heredero, considerado por esta misma tradición como uno de los peores emperadores de Roma y responsable de la crisis del siglo III.
Las corrientes historiográficas vigentes ponen en cuestión esta imagen, heredada de la tradición senatorial romana, y consideran que la sucesión antonina no fue tan excepcional y que las causas de la crisis radican en factores más complejos que el carácter de un gobernante. Al respecto, investigadores como Alicia Canto, o posteriormente François Chausson, descartan la idea de "elección del mejor" como propaganda dinástica. En efecto, los Antoninos estaban emparentados por sangre con sus hijos adoptivos, que solían ser su heredero varón más próximo. El imperio seguía constituyendo, como con los Julio-Claudios, los Flavios o posteriormente los Severos, un bien patrimonial que sería legado al pariente menos alejado. En cuanto a Trajano, Plinio expresa en su Panegírico, que el emperador designaría como sucesor a un hijo natural o adoptivo, por lo cual Marco Aurelio no hizo más que obedecer a esta lógica heredada, y no a una "debilidad" paternal, tradicionalmente alegada, al asociar a su hijo Cómodo al trono.

## Política exterior

### Características generales del ejército romano antonino
Heredero del creado por Augusto, el ejército romano de los Antoninos es un útil bastante eficaz que cuenta sus misiones por victorias, a pesar de sus reducidos efectivos.
El ejército romano está compuesto, antes de las guerras danubianas de Marco Aurelio, por 28 legiones, cifra idéntica a la del comienzo del principado de Augusto, lo que demuestra una preocupación por la estabilidad según Paul Petit. Con los cuerpos auxiliares, cerca de 350.000 soldados cubren una extensión de aproximadamente 6.000.000 km² en total (densidad media: 17,14 km²/soldado). Los efectivos para un territorio tan extenso son muy débiles. Más grave si puede ser es que ninguna legión guardaba las fronteras: las reservas estratégicas del Imperio eran en esta época los 5500 soldados de la VII Gemina asentada en la Tarraconense (norte de España).
Sin embargo, se estima que estos 350.000 soldados representan el 0,85% de la población libre y entre el 3 y 4% de los ciudadanos o el 0,4% de la población total. Estas cifras son impresionantes, porque no debemos olvidar que todos ellos formaban parte del ejército regular y permanente, para hacerse una idea de la comparación, en Francia serían 240.000, tomando el porcentaje de la población total. En España actualmente con unos 133.000 soldados profesionales supone un 0,27% de la población total de 47 millones de personas.
Lo que este ejército no puede acometer en cuanto a cantidad, porque los soldados están dispersos por las fronteras, lo hace en cuanto a calidad. Los soldados son en realidad profesionales voluntarios. Los suboficiales son igualmente soldados de oficio, y si el cuerpo de oficiales superiores no es también profesional, se muestra una especial atención en la elección de Tribunos y Legados, particularmente bajo Adriano. Esta época ve sin embargo un fenómeno ya antiguo de gran importancia: la regionalización de las tropas, reclutadas en el lugar donde están asentadas. Ciertos voluntarios son igualmente hijos de soldados (ex castris). Estos factores acentúan las divergencias entre los diferentes ejércitos romanos, lo que, en el siglo siguiente, será motivo de problemas notables. Única excepción a esto es que los cuerpos auxiliares, menos controlados, están acantonados lejos de sus hogares.
El ejército romano de esta época está en efecto dividido en dos grandes grupos: de un lado las legiones, del otro los cuerpos auxiliares. Estos últimos se organizan en cohortes de 500 de infantería, reclutados de manera exclusivamente regional, aunque combaten a la romana y con comandantes romanos. Los soldados son peregrinos y obtienen tras 25 años la ciudadanía romana.
A un lado de los auxiliares, las nuevas unidades "bárbaras" hacen su aparición con Adriano: los numeri (numerus en singular). Son unidades militares que combaten a veces con comandantes indígenas, que conservan sus propios dioses, lengua, y no reciben generalmente la ciudadanía con el compromiso. Su número es, sin embargo, reducido.
Las operaciones militares unidas a la política defensiva del Imperio a partir de Adriano precisan una modificación del uso de las legiones: en lugar de maniobrar con toda una legión, de torpe movimiento, se prefiere dividirla en grupos: las vexillationes o destacamentos en español. Las hay tanto entre las legiones como entre los cuerpos auxiliares. Estos destacamentos son comandados por los praepositi (praepositus en singular). Sus misiones son temporales.

### Los últimos coletazos de una política ofensiva
Tras la segunda guerra púnica, Roma no ha dejado de expandir su territorio, conquistando la Galia, Egipto y demás. Esta política ambiciosa disminuirá lentamente durante los Julio-Claudios y los Flavios, sin cesar del todo, con la anexión de los estados vasallos en época de Augusto, conquista de Britania entre otros.
Con Trajano, el Imperio conoce sus dos últimas campañas de conquista y anexión de gran envergadura —dejando aparte las ensoñaciones de ciertos emperadores como Caracalla—; la política se tornará defensiva hasta el final. Es por esto por lo que además se considera con frecuencia que Trajano fue el último gran conquistador de la Antigua Roma.
Conquistador lo fue con seguridad, pero como recalcaba Plinio el Joven, no temía a la guerra aunque no la buscaba.

#### Las guerras dacias
En 101 el rey Decébalo, vencido ya por Domiciano, urdió una trama de alianzas con los roxolanos y los bures. Trajano reaccionó rápidamente poniéndose a la cabeza de una docena de legiones, sobre un total de 28, una cantidad apreciable. La guerra fue rápida, y el derrotado Decébalo abandonó el Banato arrasando sus fortalezas.
En 105, Decébalo ataca el Banato para retomarlo. Es esta la segunda guerra dacia, que resulta bastante más compleja que la primera. Al final de la campaña, Decébalo se suicida y Trajano incorpora la Dacia al Imperio. Además de tener en su poder las minas de oro del país, esto supone la posesión para el Imperio de un puesto de avanzada en Europa central en una época en que los primeros revuelos de las grandes migraciones comienzan a notarse. La Dacia, bien defendida, constituía una protección muy interesante de la Mesia y la Panonia. Trajano sabía que los pueblos del corazón de Europa (godos, suevos) se agitarían; pero lo pensara o no, no quita que fue una decisión muy pertinente.

#### Anexión de Arabia Petra y guerra de los partos
Tras la anexión definitiva del reino de Judea en 93, una pequeña franja territorial unía esta provincia a la de Egipto. El reinado nabateo de Arabia amenazaba por su situación geográfica en cuña esta línea de comunicación vital. Además, los nabateos, pueblo de beduinos caravaneros, le servían a Roma para el comercio con el Mar Rojo, y percibían por el paso, evidentemente, una comisión. Estas dos razones convencieron a Trajano de conquistar el reino de Arabia. Le encargó al legado de Siria Aulo Cornelio Palma, uno de sus mejores generales, la anexión del reino, que fue concluida sin que presentara excesiva resistencia en 106; la provincia de Arabia se había creado.
A continuación de esto Trajano comenzó los preparativos de su gran guerra parta, que debía presentársele en su mente como una forma de rebasar la hazaña de Alejandro Magno al mismo tiempo que un modo de crear un glacis sobre las fronteras orientales del Imperio romano, la destrucción del Imperio parto que tras el acuerdo con Nerón no se había mostrado hostil. Concentró numerosos soldados en Capadocia, despachó a unos enviados con el fin de asegurar la preparación de la ofensiva, como Plinio el Joven era legado imperial con poder consular en Bitinia, una provincia sin embargo senatorial; modificó la organización administrativa de los territorios que se van a ver comprometidos en la guerra, la gran Capadocia fue dividida en Galacia desprovista de soldados, y Capadocia, base de las operaciones.
El casus belli tardó en presentarse, pero Osroes I, sucesor de Pacoros II en el trono parto, violó el compromiso de 63 al colocar en el trono de Armenia a un rey que no satisfacía a los romanos. A principios del año 114, Trajano atacó Armenia y puso en fuga al rey impuesto por los partos. Armenia fue anexionada y convertida en una provincia romana. Entonces emprendió la conquista de Partia. En enero de 116 el Senado le concedió el título de Parthicus. Tras la primavera, Trajano reemprendió la conquista y llegó a las orillas del golfo Pérsico. Pero en las recientes conquistas creció la agitación, y se formó una unión nacional al mando de Osroes, que había escapado de los romanos. Los judíos difundieron sus órdenes en las tierras anexionadas, y Trajano quedó atrás para conservar sus conquistas. Algunos de sus legados fueron vencidos por los partos, y él mismo fracasó en la toma de Hatra en la primavera de 117, en el mismo momento en que se desencadenaba una nueva rebelión en Judea. Hubo, también, problemas en Alejandría en Egipto y en la Cirenaica. A pesar de la represión de sus legados, todo el Oriente estaba en llamas. El último de los grandes conquistadores murió entonces, el 8 o 9 de agosto de 117 en Cilicia. Adriano, legado de Siria, fue el encargado de hacer volver al ejército.
Las conquistas de la guerra se perdieron sin excepción, y las fronteras se retornaron a la situación anterior al conflicto. La provincia Armenia también desapareció.

### El cambio en la política exterior
La guerra parta, fracaso evidente, ha probado dos cosas: de un lado, que no se ha podido conquistar la Partia - que por otra parte sólo estaba formada de desiertos áridos donde las tropas romanas, cuyo núcleo es la infantería, no sirven de gran cosa -; esta primera conclusión induce a otra: el Imperio en adelante estará limitado inevitablemente al este por el Imperio parto, y el otro dato que arroja la guerra es que Roma ha alcanzado su máxima extensión, al menos con su ejército de 300 000 soldados. Sin el radical aumento del número de su ejército, el Imperio no puede pretender guardar eficazmente sus fronteras y conquistar nuevos territorios. Toda nueva conquista chocará en adelante con imperativos técnicos inevitables: la distancia, importancia de los medios voluntariados y por tanto la necesidad de retirarlos de las fronteras y dificultad de mantener a partir de ahora nuevas provincias tan lejos de Roma.
El cambio de política se llevó a cabo de forma radical. Fue principalmente la obra de dos emperadores, Adriano y Antonino Pío, la que hizo sacar adelante una defensa eficaz y económica de las fronteras.

#### La obra defensiva de Adriano

##### El limes, la clave del sistema defensivo
Es con Adriano cuando el limes (en plural limites) adquiere el valor defensivo que no había tenido antes. Designa en efecto las inmediaciones al límite, no fijado, del territorio romano, e igualmente una línea para el ataque y contraataque, con rutas que se internan en territorio enemigo. El limes se hace defensivo a partir del momento en que no designa ya un límite no fijado sino una frontera que sirve de defensa contra los bárbaros. Así el limes se convierte en separación entre el mundo romano y el bárbaro, la civilización y la incultura, lo que le confiere un valor moral. Como debe defender al Imperio contra los enemigos, se dota al limes de defensas, escalonadas, con campamentos y una ruta de desvío que permite llevar rápidamente a las tropas a un lugar amenazado. A estos valores defensivos y morales conviene unir un tercero: en periodo de paz, el limes es una zona de paso para los comerciantes, donde el ejército los protege o establece puestos de aduana.

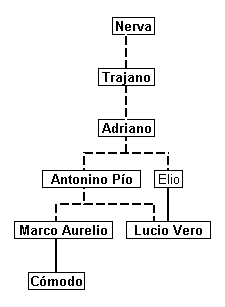
Árbol genealógico simplificado de los emperadores antoninos. La línea discontinua significa adopción como hijo y heredero.

##### Un sistema sin unidad
Lejos de constituir un sistema unificado de defensa, el limes, concepto genérico, se adapta a las diferentes situaciones con que tropieza a lo largo del Imperio.

## Emperadores de la dinastía
1. Nerva (96-98)
2. Trajano (98-117)
3. Adriano (117-138)
4. Antonino Pío (138-161)
5. Lucio Vero (161-169)
6. Marco Aurelio (161-180)
7. Cómodo (180-192)

| Predecesor: Dinastía Flavia | Dinastía Antonina 96-192 | Sucesor: Año de los cinco emperadores |